# Amanda de Cadenet
Pour les articles homonymes, voir Cadenet.
Amanda de Cadenet, née le 19 mai 1972, est une photographe et actrice britannique.

## Biographie
Amanda de Cadenet est la fille du pilote automobile Alain de Cadenet,. 
Elle commence sa carrière en tant que co-présentatrice de l'émission The Word, diffusée sur Channel 4 de 1990 à 1995. Elle a aussi co-présenté l'émission britannique The Big Breakfast.
En 1991, elle épouse John Taylor, le bassiste de Duran Duran. Ensemble, ils ont une fille prénommée Atlanta. Le couple se sépare en 1995 et divorce en 1997.
En 2006, elle se marie à Nick Valensi, guitariste des Strokes, avec qui elle a des jumeaux.